# Monasterio de Ajtala
El monasterio de Ajtala (en armenio: Ախթալա վանք; en  georgiano: ახტალის ტაძარი) es un monasterio fortificado del siglo X localizado en las proximidades del pueblo de Ajtala, en el marz de Lorri, 185 kilómetros al norte de Ereván. El monasterio, antiguamente calcedonio, está actualmente inactivo.
A diferencia de los vecinos monasterios de Haghpat y Sanahin que contienen elementos puros de la Iglesia apostólica armenia, Ajtala comparte historia con la Iglesia Ortodoxa de Georgia.
El fuerte jugó un papel importante en la protección del noroeste de Armenia, la región llamada Gugarq. La edificación se encuentra además entre las mejores conservadas del país. La iglesia principal es famosa por los frescos, de alta calidad artística, que cubren sus muros interiores.

## Etimología del nombre
El nombre actual (monasterio de Ajtala) le fue dado por real decreto en 1438. Se cree que este nombre proviene del turco.
En el siglo V el asentamiento que existía en el lugar por aquel entonces se llamaba Agaraq.

## Historia de la fortaleza
Entre 1887 y 1889 el arqueólogo francés Jacques de Morgan descubrió cerca de Ajtala 576 piedras rectangulares correspondientes a sendos sepulcros, a la vez que varios objetos clericales de bronce y hierro, anteriores al siglo VIII. Las primeras construcciones en el lugar comenzaron durante la Edad del Bronce y la Edad del Hierro, aunque el fuerte en sí no fue edificado hasta finales del siglo X por los kyurikehs, época del Reino de Lori. El encargo fue de Kiurike I, hijo del rey Ashot III y la reina Khosrovanush, fundadores de los monasterios cercanos de Sanahin y Haghpat. Sus hermanos fueron Sembat II Tierezakal y Gagik I de Armenia.

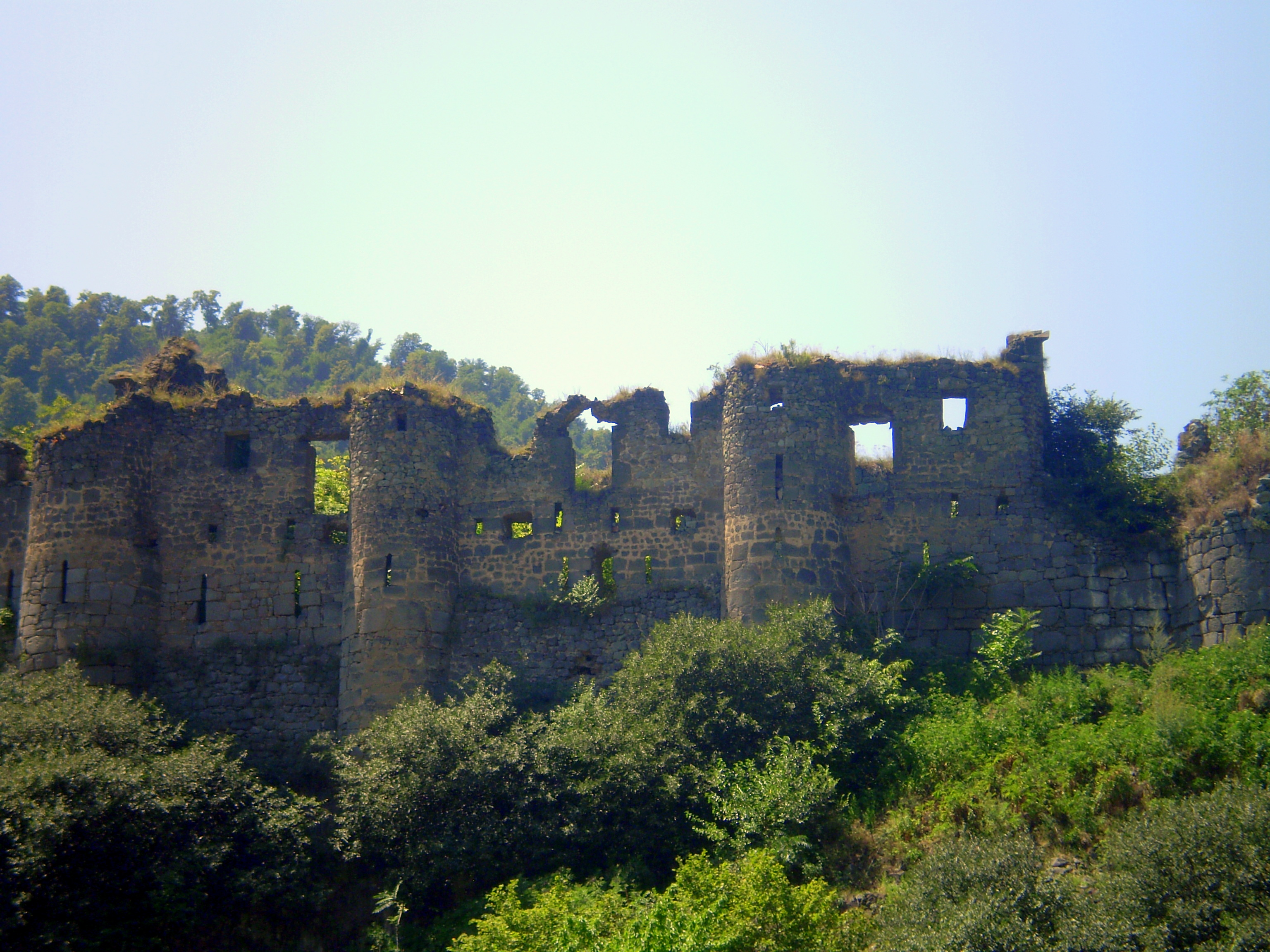
La muralla este del fuerte.

Ashot III estableció el Reino de Lori (Tashir-Dzoraget) en la región de Gugark por razones estratégicas. Kiurike I (conocido como Gurgen); subió al trono el año de 982. Cuando el reino sucumbió ante la dinastía Selyúcida, los kyurikehs migraron a la provincia de Tavush. La fortaleza fue levantada sobre las rocas, rodeada de hondos cañones por tres de sus lados como defensas naturales. Las zonas más plausiblemente accesibles se protegieron por torres de defensa y murallas. La única entrada al conjunto se sitúa al norte, protegida también por torres y murallas. Estas fueron construidas con piedra basáltica y mortero. Los kyurikehs perdieron gradualmente su influencia a causa de los selyúcidas hasta que ésta desapareció a finales del siglo XII.
La vida monástica resurgió en Ajtala cuando los mkhargrdzeli se unieron a las fuerzas georgianas y armenias, conquistando la mayor parte de la antigua Armenia y fundando su propio reino (Armenia Zakarid). Los historiadores del siglo XIII Kirakos Gandzaketsi y Vardan Areveltsi llamaron al área Pghndzahank (Minas de Cobre), a causa de los muchos depósitos del mineral en los alrededores. El primero de ellos dice lo siguiente:

Ivane, el hermano de Zakare, también murió [este año] y fue incinerado en Pghndzahank, cerca de la iglesia que él mismo había construido, tomado a los armenios y convertido en monasterio georgiano.

Pghndzahank conoció la prosperidad bajo el mandato de Ivane Zakarian en la década de 1180. Mientras que su hermano era un armenio apostólico, Ivane había aceptado la ortodoxia griega en la Corte de Georgia. Varios monasterios del norte de Armenia se convirtieron a la Iglesia Ortodoxa a efectos de Pghndzahank, uno de cuyos mayores ejemplos fue el monasterio de Kobair. A causa de su conversión, Ivane obtuvo la benevolencia de Georgia y ganó influencia en las iglesias del Concilio de Calcedonia, de las cuales la mayoría se encontraban en el norte y el noroeste de Armenia.

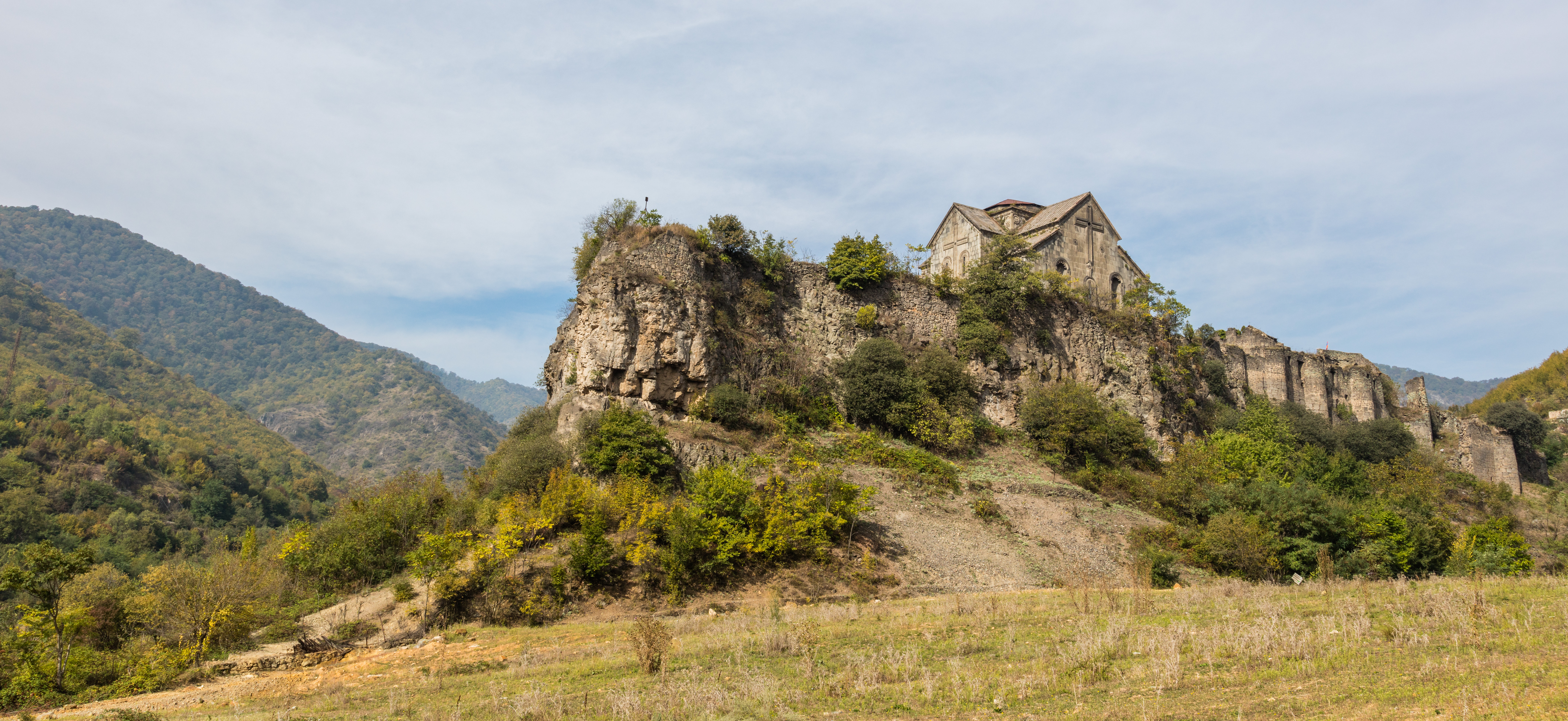
Emplazamiento del monasterio.

Los Zakaríes comenzaron a perder su control a principios de la década de 1220, durante las desastrosas invasiones mogolas de Georgia y Armenia. Avak, hijo de Ivane, fue forzado a reconocer el liderazgo del mogol Chormaqan. El control mogol continuó hasta las invasiones de las tribus turcas sucedidas partir del 1340. La tribu de Kara Koyunlu comenzó a atacar las tierras caucásicas y a conquistar tierras armenias hacia el 1400, aunque su gobierno se vio interrumpido por el conquistador nómada Tamerlán.
Desde el siglo XVIII el monasterio ha sido utilizado por etnias griegas establecidas en Ajtala para la explotación de las minas de oro y plata. Alrededor de 800 familias griegas se trasladaron desde Gümüşhane durante el gobierno del Imperio otomano, en 1763. Los griegos llamaron al monasterio Meramani, y dejaron inscripciones en sus muros. En el siglo XIX Ajtala fue tomada por la familia noble de los Melikov.
Actualmente el monasterio es un reclamo para los armenios, los griegos y los georgianos, que lo visitan los días 20 y 21 de septiembre. El embajador griego Panayota Mavromichali visitó el lugar el 20 de septiembre de 2006. Una mina de oro continúa activa cerca del sitio, de la cual se ha quejado la población local.

## Iglesia de Astvatsatseen (Madre de Dios)
La construcción principal del conjunto monástico es su iglesia, dedicada a la Virgen. La fecha exacta de su fundación se desconoce; no obstante se considera un complejo edificado entre los siglos XI y XIII. La iglesia actual fue construida sobre otra más antigua. El historiador armenio E. Orbelian la menciona en 1216, y sabemos por Kirakos  Gandzaketsi que Ivane Zakarian la incendió en 1227. Investigaciones contemporáneas fechan los murales entre los años 1205 y 1216. Existe una inscripción de 1188 en la trasera de un jachkar de la princesa Mariam, hija de Gurgen II de Lorri, que dice lo siguiente:

Yo, la hija de Kiurike [Gurgen], Mariam, he levantado S. Astvatsatseen en Pghndzahank, [por] aquella que nos honra recordándonos en sus rezos

En el 1185 Mariam había construido el nártex de la iglesia principal de Hagpat. De acuerdo a un señor local, la iglesia fue construida en el siglo VII por el emperador bizantino Heraclio. Otra leyenda asume que la iglesia fue erigida en el siglo V por el rey de Iberia (hoy Georgia) Vakhtang I Gorgasal. No hay evidencias incuestionables que respalden ninguna teoría.

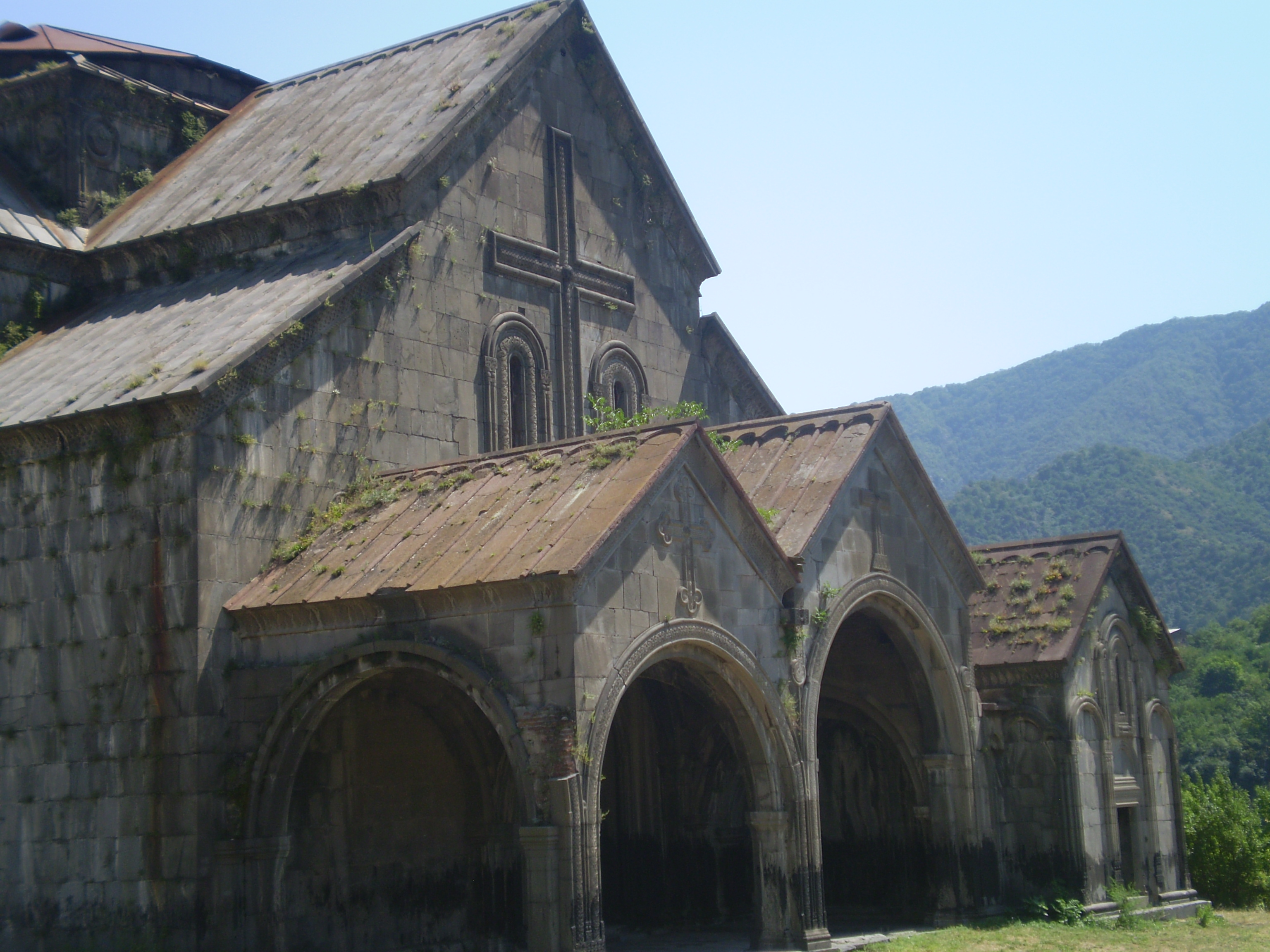
Fachada oeste de la iglesia.

La iglesia contenía una cruz que de acuerdo al folklore local había sido usada por Juan Bautista en el bautismo de Jesucristo. Se dice que Vasak, padre del príncipe Prosh, había donado la reliquia a Ivane Zakarion, quien más tarde la vendió por una cuantiosa suma al monasterio de Noravank, en Syunik'.
La iglesia está situada en el centro de la fortaleza. Es una basílica cupulada. Dos pares de arcos la dividen longitudinalmente, formando tres naves en las que destaca una rica iconografía de gran variedad cromática, con el color azul como predominante. La parte alta de la cúpula, que tuvo una linterna, no ha llegado a nuestros días, fue dañada durante la invasión de Tamerlán y demolida completamente en 1784 durante otra invasión, la de los Ávaros.
En el siglo XIX el príncipe Mijaíl Semiónovich Vorontsov, del Virreinato del Cáucaso, mandó construir una cúpula semiesférica de madera y hierro en sustitución a la original. Esta segunda cúpula fue restaurada mientras duró el gobierno soviético.

## Murales de S. Astvatsatseen
Los murales de la iglesia son una de las mejores muestras del arte bizantino fuera de las fronteras de Bizancio, a causa del color, típicamente bizantino y con predominancia del azul, mientras que las soluciones temáticas son propias de Armenia. La mayoría de los murales contienen oraciones en griego. Fueron pintados bajo el patronazgo del atabeg Ivane Zakarian entre los años 1205 y 1216. 

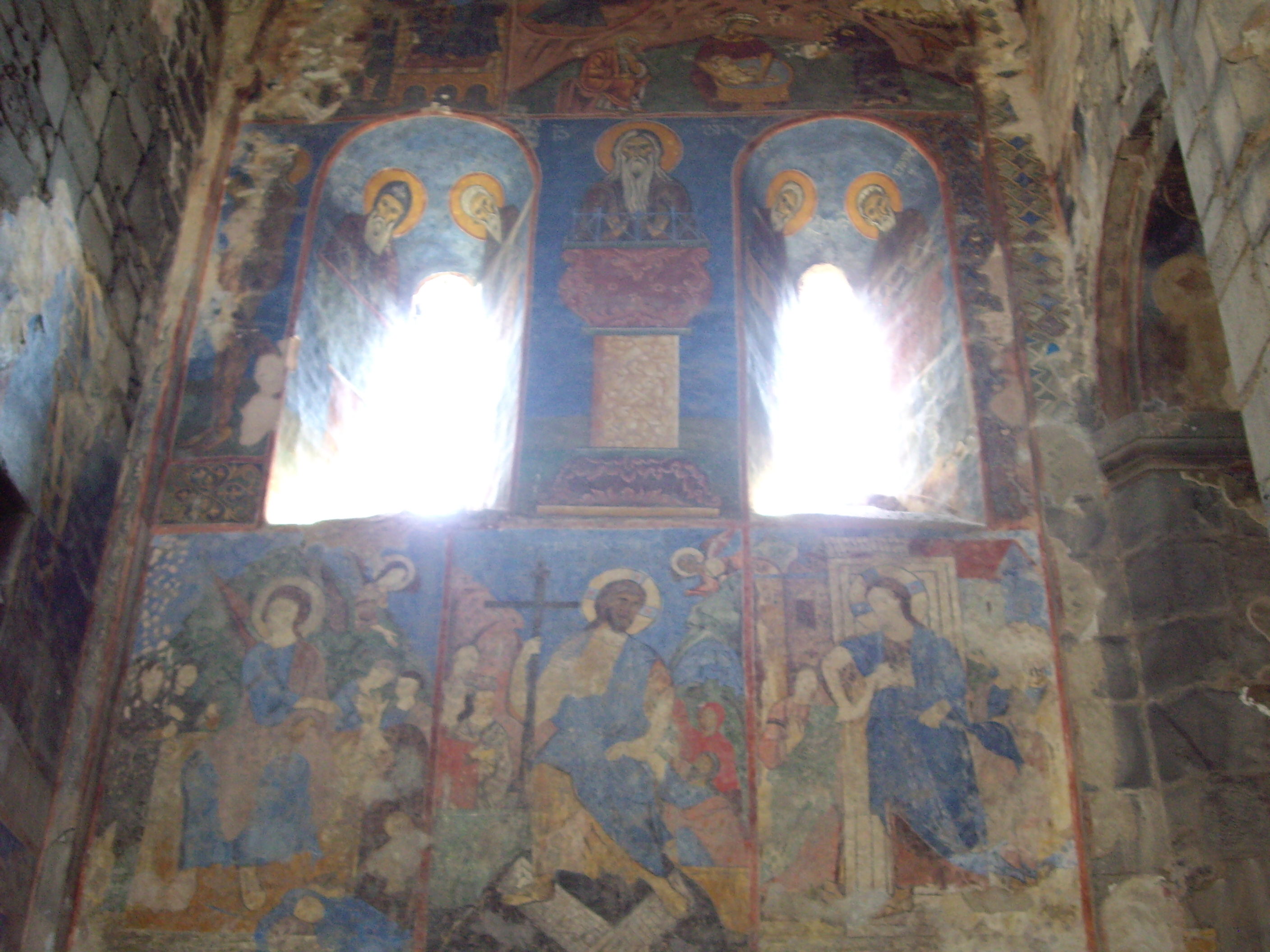
Fragmento de los murales del muro sur.

Paralelamente, en el siglo XI, se habían pintado miniaturas de evangelios mugni.
Representan escenas del Antiguo Testamento y el Nuevo Testamento, así como santos, entre los que destaca San Gregorio el Iluminador. Impresiona una gran imagen de la Virgen María sosteniendo a Jesús, en la cúpula. A su lado se muestra la Comunión, con Jesús compartiendo el pan los Apóstoles. De entre los apóstoles han sobrevivido las imágenes de Simón Pedro, Juan el Evangelista, Pablo de Tarso y Mateo el Apóstol. Debajo se encuentran varios santos cristianos, incluyendo a Santiago el Menor, San Gregorio el Iluminador y San Basilio el Grande, entre otros. Los murales de la pared oeste muestran el Reino de los Cielos. El muro norte muestra los encuentros entre Jesucristo y Caifás y Jesucristo y Poncio Pilato.
Los murales han sido gravemente dañados y sólo han sobrevivido algunas partes. Algunos de ellos fueron rehabilitados en 1979. Los arcos, nichos y columnas también están cubiertos con pinturas.

## Otras estructuras

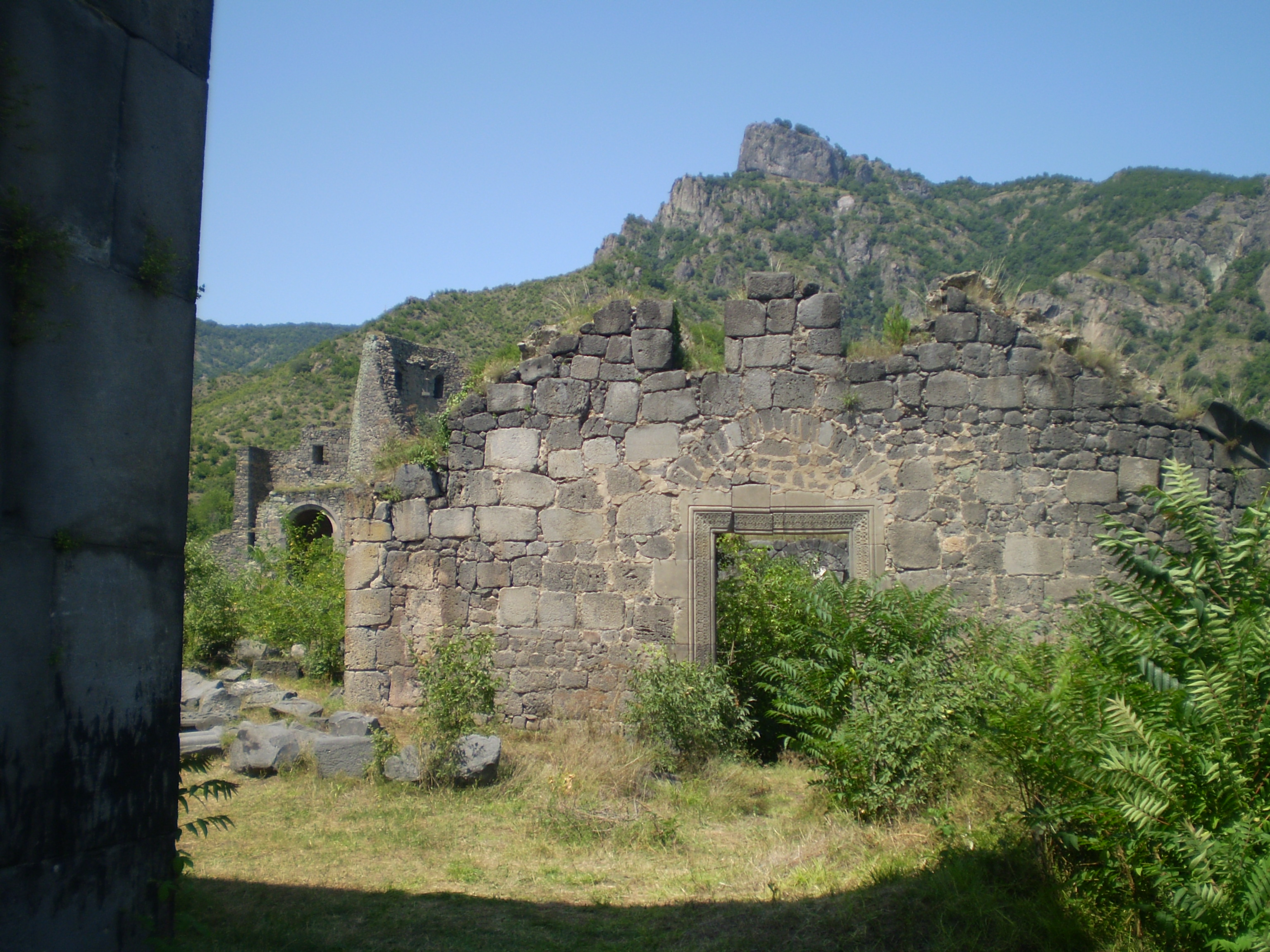
Ruinas del complejo monástico.

Después de la iglesia, la construcción más destacada es un edificio rectangular unido al muro oeste de la misma, de manera que su fachada continúa la de la iglesia. Ivane Zakarian y su hijo Avak fueron incinerados allí en 1227. Otra estructura, pequeña, se adjunta al muro norte de la iglesia principal. Se utilizaba para guardar objetos ceremoniales.
En la zona noroeste del monasterio existe una segunda iglesia, de una sola nave. Otra estructura, que no ha sobrevivido hasta nuestros días, estaba localizada junto a ésta.
Además de éstas existen restos de antiguos edificios en todo el recinto monástico, como los dos edificios que, según las historias, fueron las viviendas de los guardias. Además de esto se tiene conciencia de la existencia de túneles subterráneos, criptas, aljibes y bodegas de vino, como en la mayoría de los monasterios de la Armenia medieval. Relativamente cerca del complejo se encuentran otros monumentos de la época, como el Monasterio de la Santa Trinidad, la Iglesia de San Jorge (del siglo XIII), una capilla rusa del siglo XIX, una iglesia griega y varias otras estelas y capillas.

## Personajes históricos
Las inscripciones de los jachkares apuntan que el monasterio fue regido por Petre en la década de 1240.
El residente más prominente de toda la historia del monasterio fue el escriba y traductor Simón de Pghdzahank, cuyos diarios han sobrevivido. Nació en el año 1188 y se dedicó a la clerecía durante varios años en el monasterio de Ajtala, traduciendo libros bizantinos sobre teología. Colaboró con otros creytentes griegos ortodoxos y armenios, como Minas Syuakyates de Trebisonda. En cierto, momento escribe en su diario:

En 1227 terminé el libro para el obispo Gregorio de Nisa, que conservaba una antigua copia traducida por el sacerdote Simón, que vivió en Armenia, cerca de Lore, en el monasterio de la Virgen de Pghndzahank. El libro fue traducido durante el gobierno del abad Ivane, fundador del monasterio, que Dios se lo agradezca y sus hijos vivan mucho tiempo.

Simón también tradujo al armenio el libro Los elementos de la teología de Proclo, La fuente de la sabiduría de Juan Damasceno, Historia de Georgia de Kartlis Tskhovreba, entre otros. Simón anotó en sus diarios que sólo traducía escritos que nunca habían sido transcritos al armenio. El cineasta armenio Sergei Parajanov filmó dos episodios de su película El color de la granada en el monasterio.

## Galería de imágenes

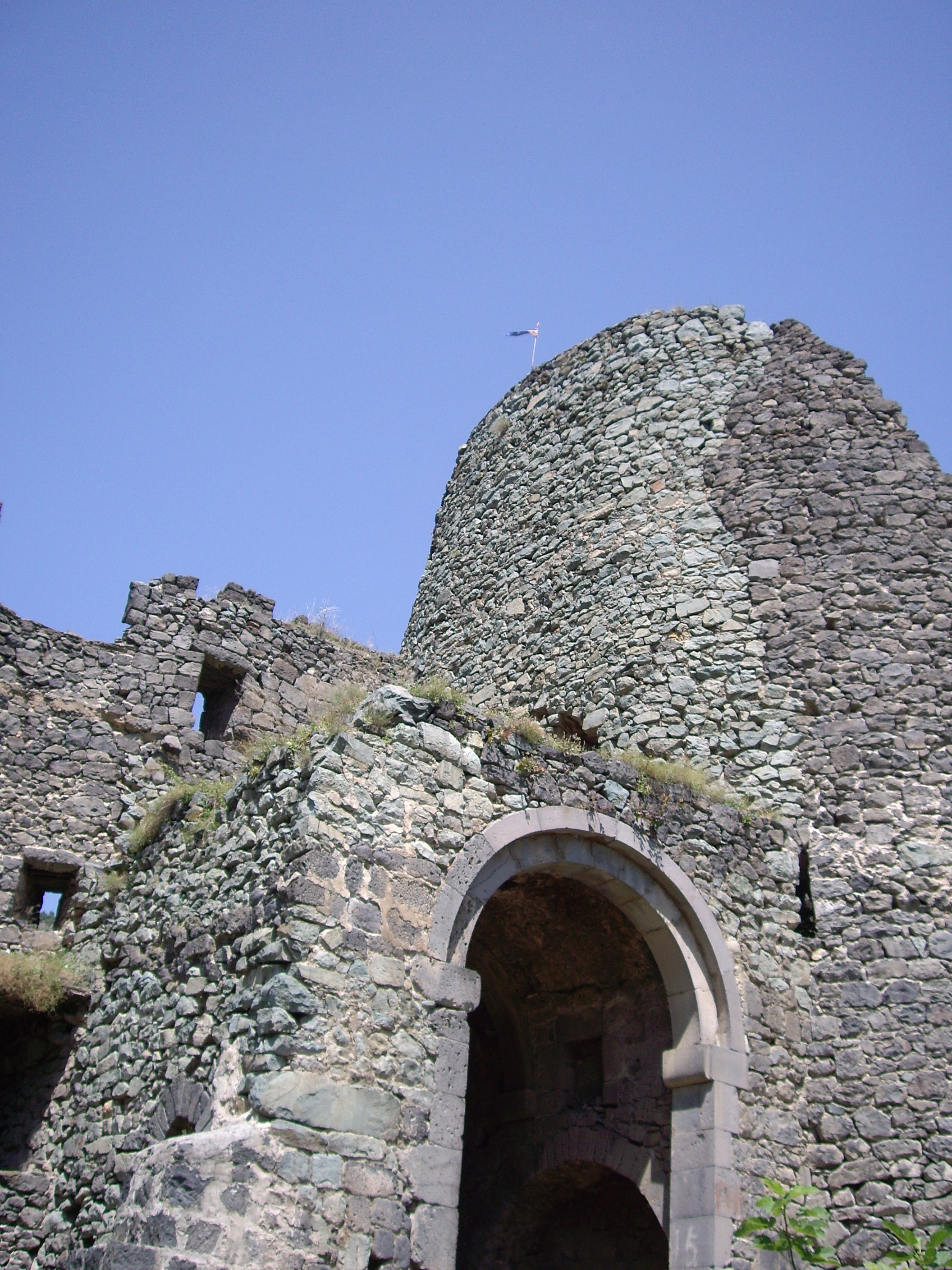
La única entrada al conjunto
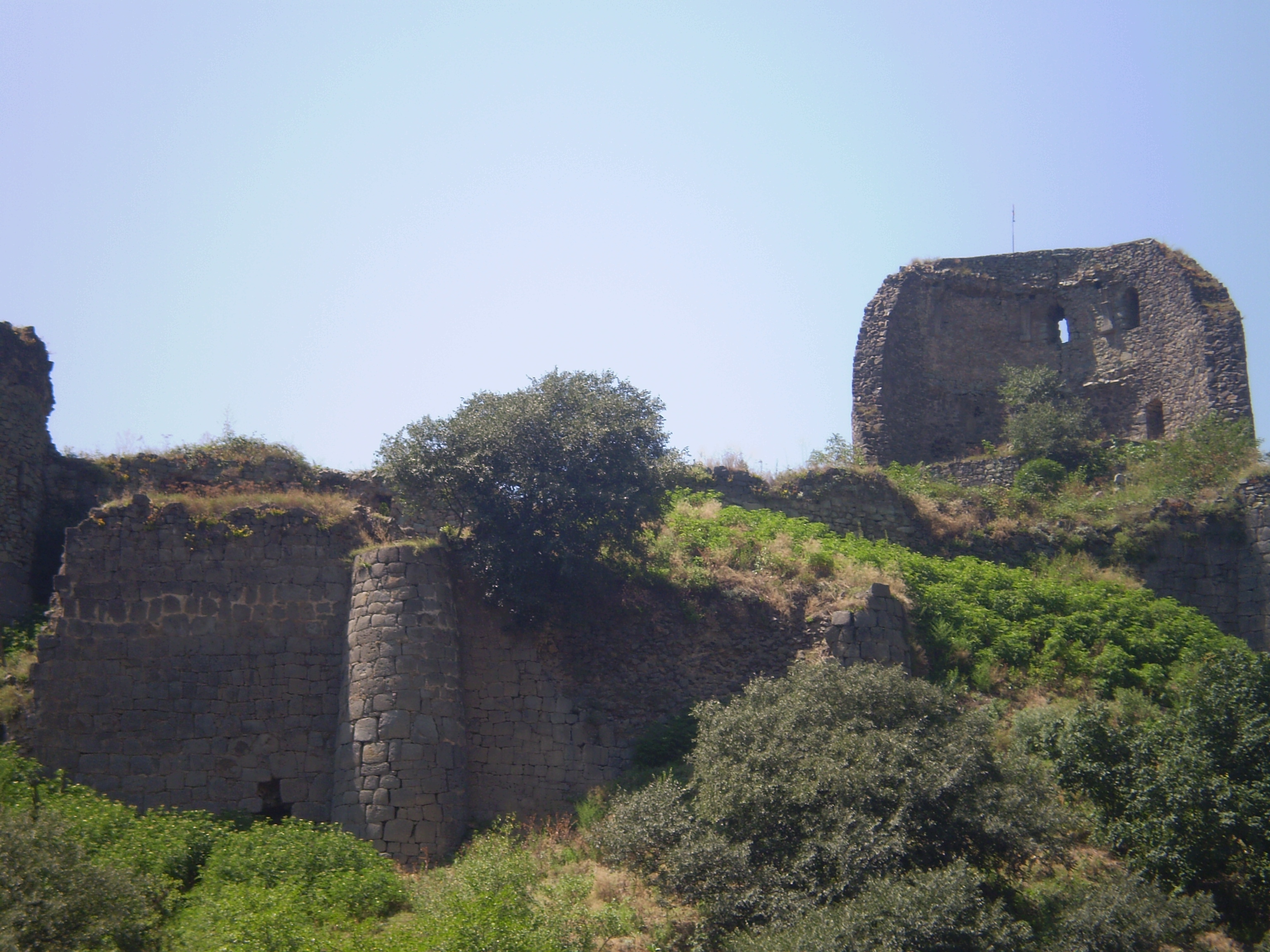
Muro este
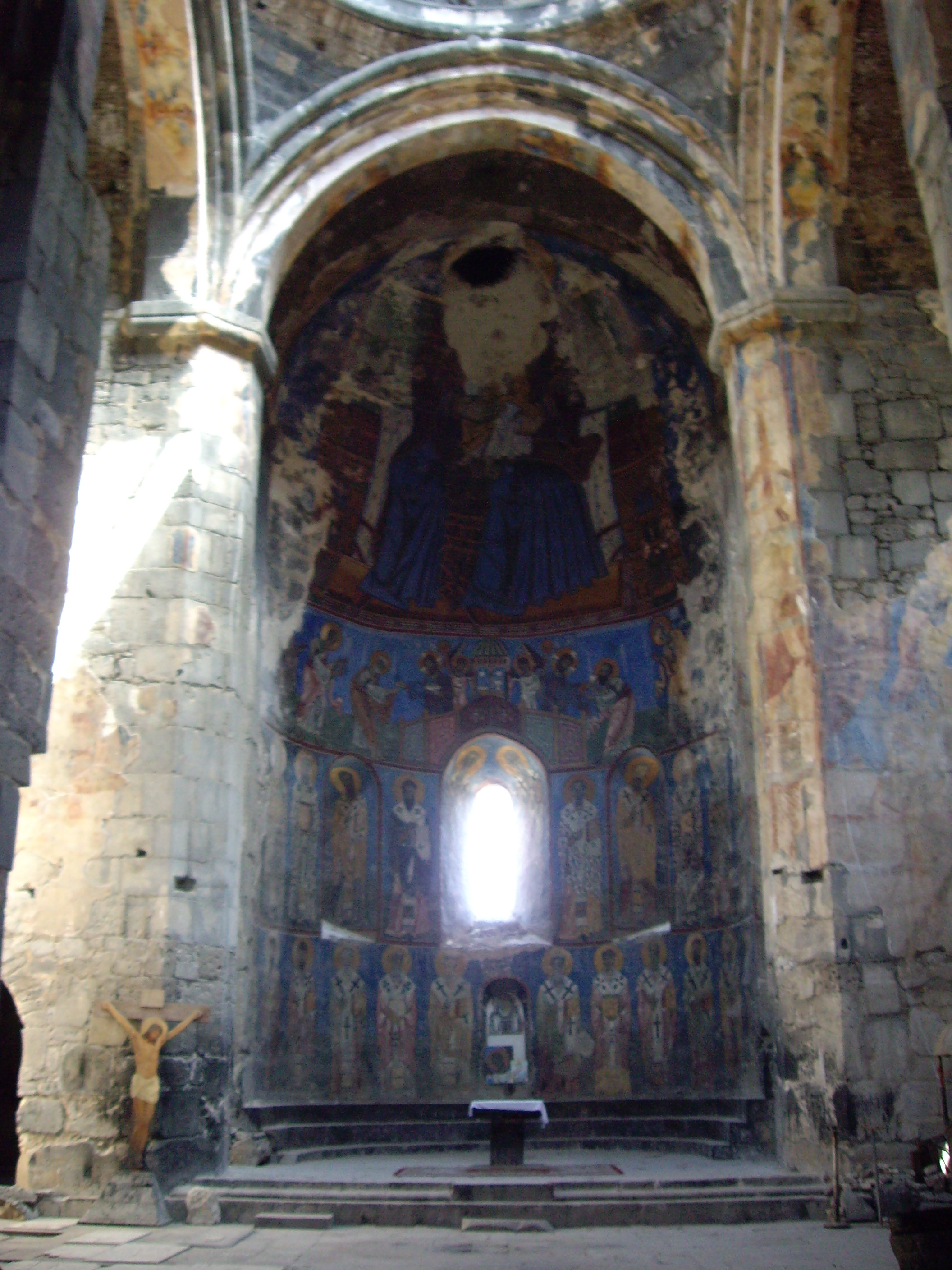
Altar principal de la iglesia y murales
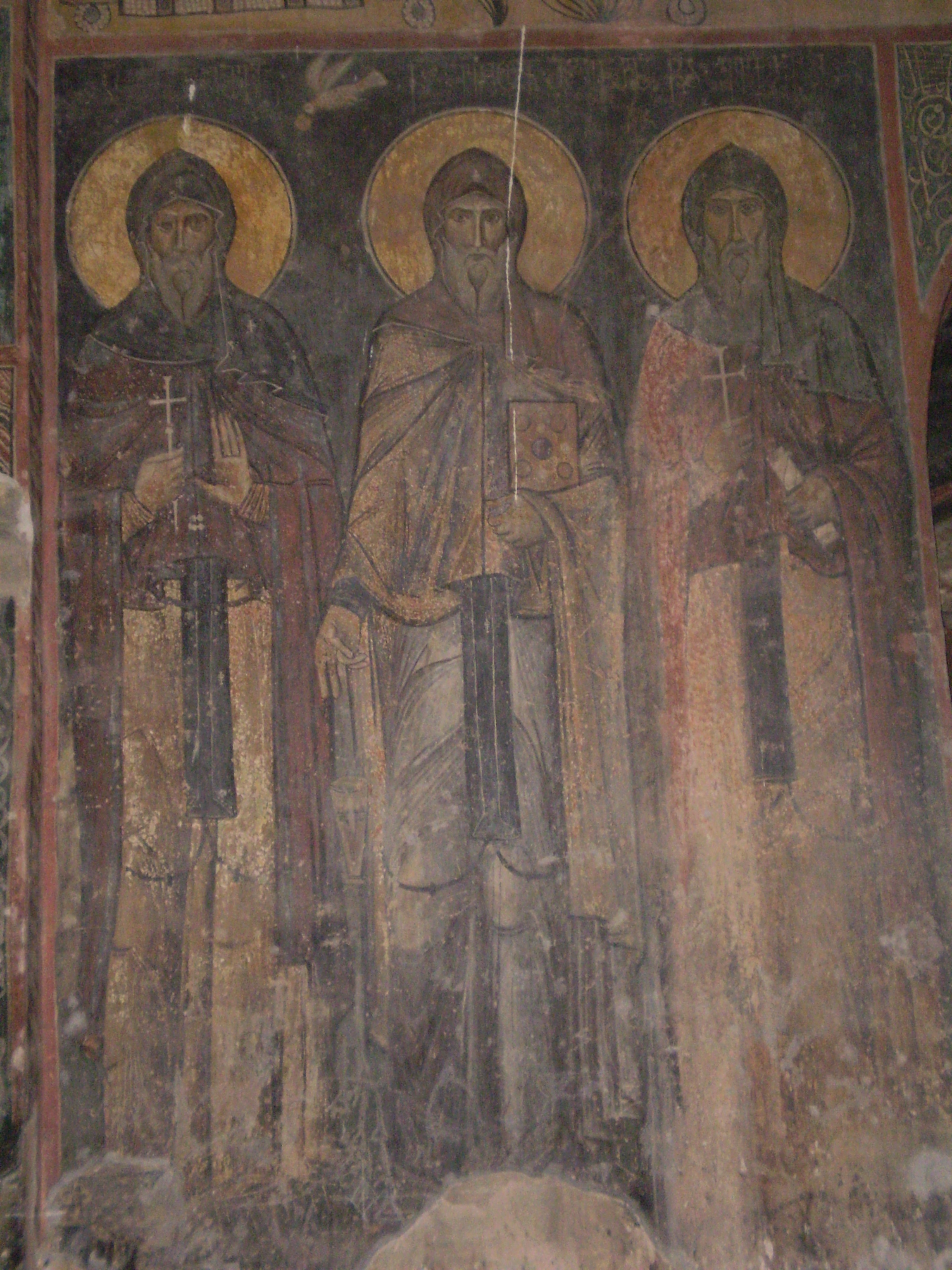
Murales del extremo izquierda del muro oeste.
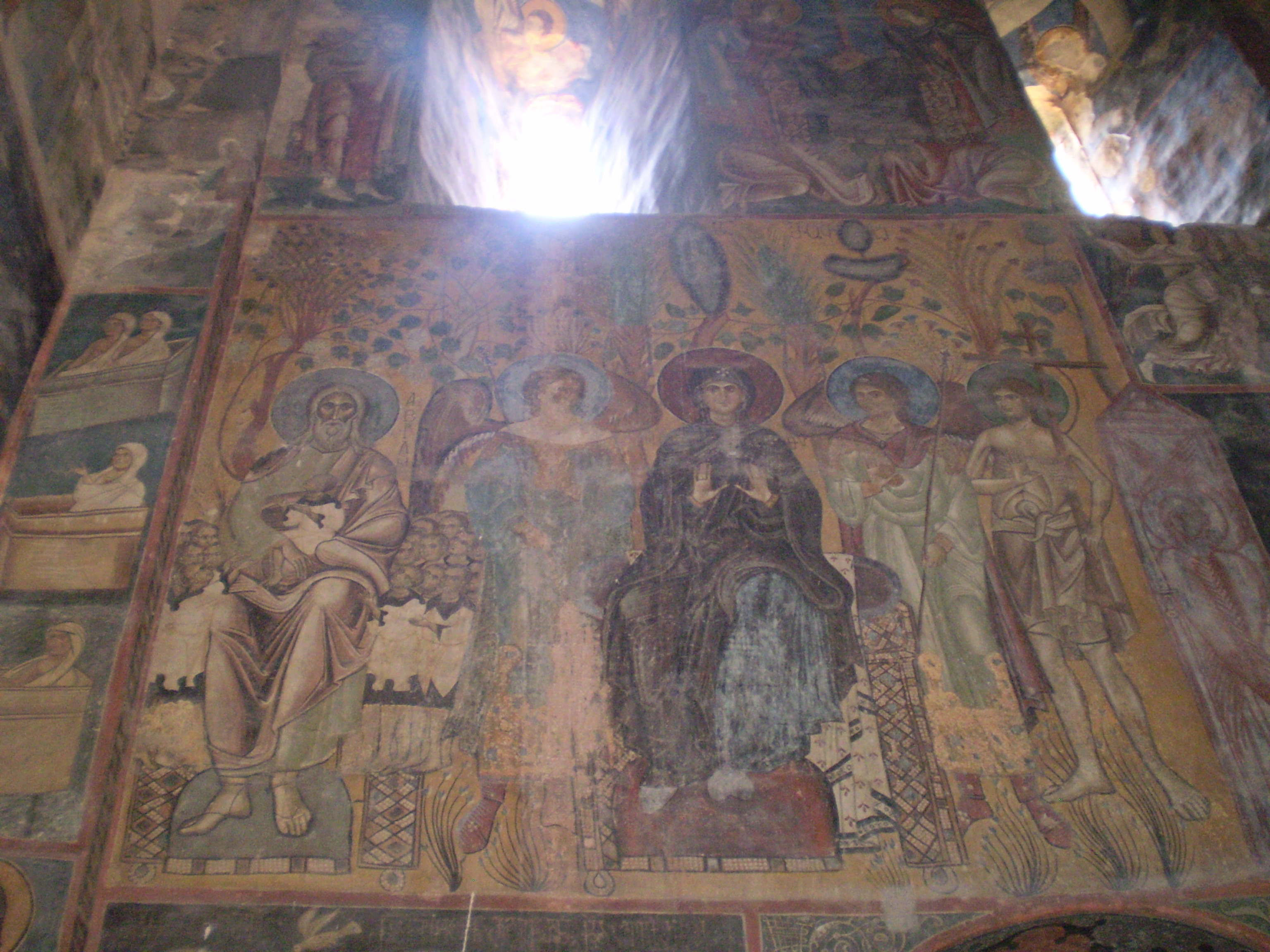
Murales del centro del muro oeste.